# Gens du Beaucet
Pour les articles homonymes, voir Gens et Beaucet.
Gens du Beaucet, dit le Grand saint Gens par la ferveur populaire, (° 1104, † 1127), ermite. Fêté le 16 mai.

## Biographie
Il est né à Monteux, dans le diocèse de Carpentras au début du XIIe siècle. À l'adolescence, il part vivre en ermite loin de sa famille et de son village dans un vallon aux environs du Beaucet. 
Il vit dans le renoncement, priant, travaillant et en faisant pénitence. Il est par exemple invoqué pour obtenir la pluie en période de grande sécheresse. À sa mort, le 16 mai 1127, son corps est déposé près d'un rocher au cœur du vallon où une chapelle romane a été élevée vers le milieu du XIIe siècle. 

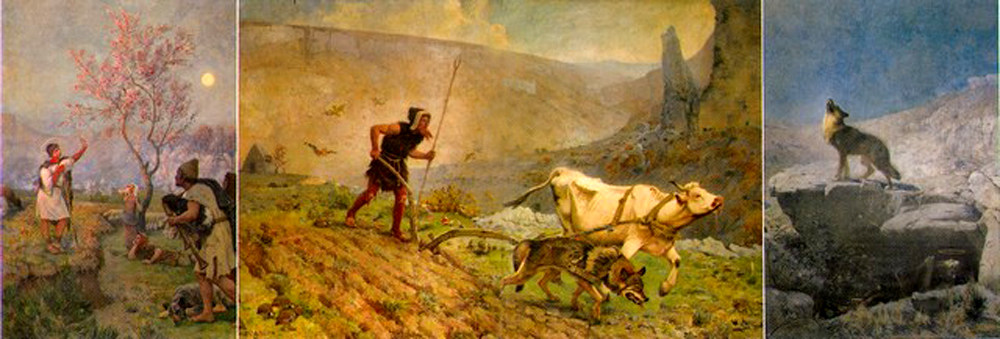
Triptyque de Saint-Gens par Paul Vayson

Il fait de nombreux miracles et son culte est approuvé par l'Église.

## Légende et miracles

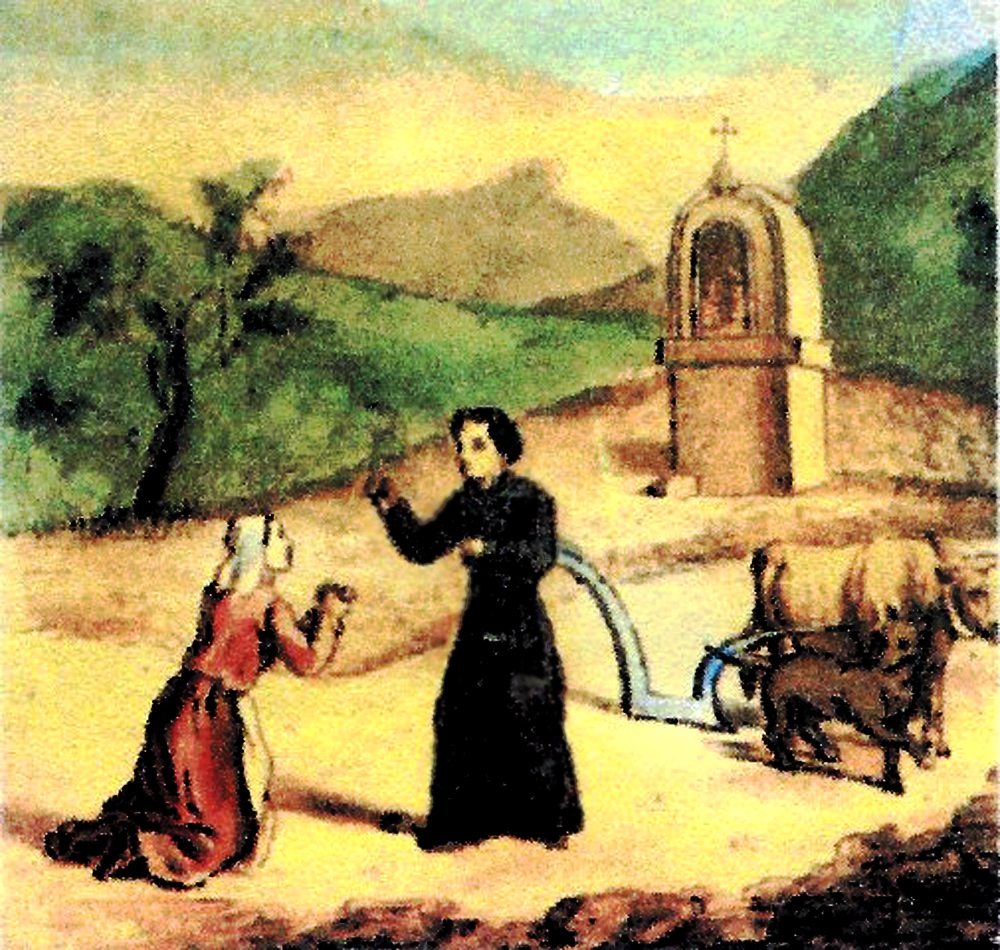
Imberte assoiffée supplie son fils

- Gens s'installa dans les ruines d'un ancien monastère, cultivant une parcelle de terre pour sa subsistance avec l'aide des deux vaches que son père lui avait données à son départ. Il priait sans cesse pour tous les pécheurs. Un jour qu'il était profondément absorbé par sa prière, un loup se précipita sur l'une de ses vaches pour l'égorger. Gens apprivoisa le loup, et le contraignit à labourer avec la vache qui restait[1].

- La mère de Gens vint le chercher pour le ramener à Monteux. Elle lui demanda un peu d'eau, parce qu'elle avait soif. Aussitôt, une source coula sur sa main[1].

- Arrivé à Monteux, Gens demanda aux prêtres du lieu d'organiser une procession afin d'obtenir la fin de la sécheresse. La procession n'avait pas encore parcouru les rues du village que la pluie se mit à tomber[1].

## Pèlerinage

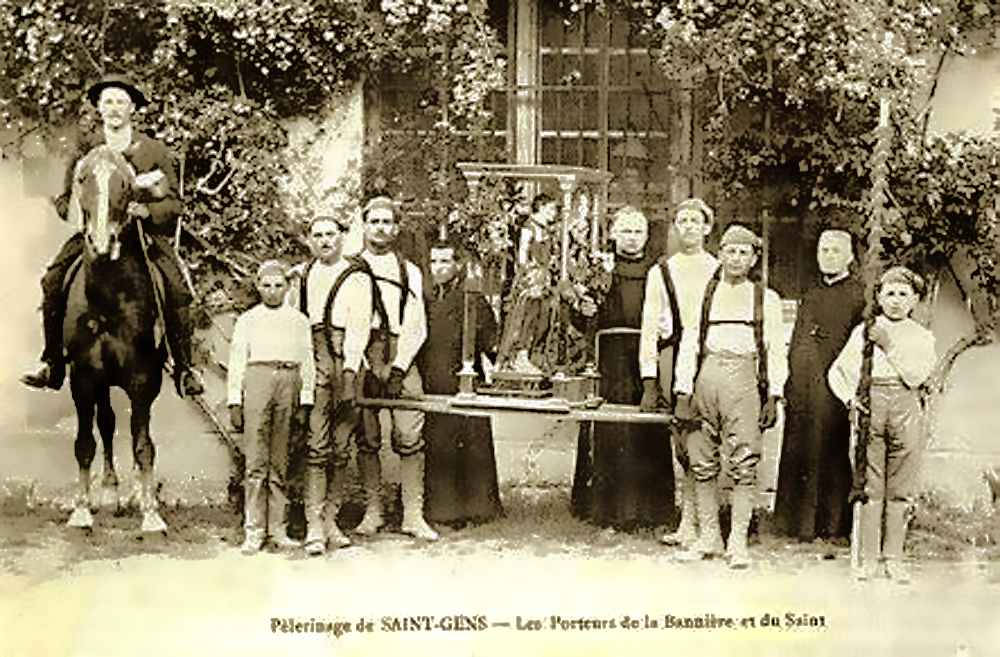
Les porteurs de la confrérie de Saint-Gens au départ de Monteux

Au XVIIe siècle, ses reliques sont transportées dans l'église du Beaucet, puis ramenées en 1972 dans l'église de son ermitage. De nos jours, son pèlerinage, le 16 mai, est l'un des plus fréquentés de toute la Provence. Chaque année, depuis 1671, le week-end suivant le 16 mai, la Confrérie de Saint Gens organise un pèlerinage au Beaucet. Cette manifestation a gardé son caractère traditionnel et folklorique. Le samedi, des jeunes gens en costumes d'époque portent la statue de saint Gens et la bannière jusqu'à l'ermitage. Dans la soirée du samedi et la matinée du dimanche, des cérémonies religieuses ont lieu. Le Christ, porté également par des jeunes gens en tenues d’époque, part de Monteux vers l'ermitage à 6 heures du matin. Quand ces cérémonies sont terminées, le cortège des pèlerins, formé de personnes à pied et de charrettes (appelées jardinières), repart vers Monteux. 
À l'arrivée du saint, des bombes éclatent et les cloches sonnent. Une bénédiction a lieu dans la chapelle consacrée au saint et la fête se termine à l'église Notre-Dame de Nazareth par un panégyrique en provençal.